# Kazimierz Nowak
Kazimierz Nowak (11. januar 1897 i Stryi – 13. oktober 1937) var en polsk opdagelsesrejsende, korrespondent og fotograf. Efter første verdenskrig flyttede han til Poznań. Fra 1931-36 rejste han 40.000 kilometer gennem Afrika på cykel og til fods.
Hans rejsebeskrivelse bærer titlen Rowerem i pieszo przez Czarny Ląd (På cykel og til fods gennem det mørke kontinent). Kazimierz Nowak døde i Poznań.